# ビッグベセルの戦い
ビッグベセルの戦い（ビッグベセルのたたかい、英:Battle of Big Bethel、またはベセル教会の戦い、英:Battle of Bethel Churchまたはグレートベセルの戦い、英:Battle of Great Bethel）は、南北戦争初期の1861年5月10日に、バージニア州ハンプトンとヨーク郡（現在の自治体となっていない地域社会タブの近く）で起こった戦闘である。
北軍のベンジャミン・バトラー少将がハンプトンとニューポートニューズから寄せ集めた部隊を、リトルベセルとビッグベセルの教会にある南軍の前進基地に対して派遣した。北軍はエベネザー・W・ピアース准将の直接指揮下にあり、道路に沿って追撃して攻撃し、撃退された。第5ニューヨーク・ズアーブ隊が下流でクリークを渡って南軍の左側面に回り込もうとしたが撃退された。北軍は戦列を乱して後退し、ハンプトンとニューポートニューズまで戻った。
ビッグベセルの戦いは現在のバージニア州で起こった南北戦争最初の陸上戦闘であり、戦争全体でも最初の陸上戦闘とされている。最初の戦闘として他に可能性があるのは、現在のウェストバージニア州（当時はバージニア州の一部）で1861年6月3日に起こったフィルーピーの戦いであり、会戦というよりも小競り合いに過ぎないと考える者がいる。

## 背景
バトラーはハンプトン近くのモンロー砦を指揮しており、北軍によるチェサピーク湾の封鎖を支援していた。バージニア半島の先端にあるこの砦を支配することは、北軍が近接するハンプトンとニューポートニューズの町を占領することを可能にしていた。北軍が半島を侵攻してくることを妨げるために、ジョン・マグルーダー大佐が指揮する南軍はハンプトンから約8マイル (13 km) のリトルベセル教会とそこからやや北にあるビッグベセル教会を前哨基地として、バック・クリークの支流であるマーシュ・クリーク（現在はブリックキルン・クリークと名付けられている）に沿って防衛線を作り上げた。
マグルーダーの部隊は1,200名であり、D・H・ヒル大佐の第1ノースカロライナ歩兵連隊、ウィリアム・D・スチュアート中佐の第3バージニア歩兵連隊、E・B・モンターニュ少佐の騎兵大隊およびジョージ・ランドルフ少佐（後にアメリカ連合国陸軍長官）のリッチモンド榴弾砲大隊を含んでいた。

## 戦闘
バトラーはその部隊がこれら前哨基地から出てくる分隊に日々嫌がらせを受けており、エベネザー・W・ピアース准将の直接指揮でハンプトンとニューポートニューズから寄せ集めた3,500名を対抗させるために派遣した。先導隊はエイブラム・デュリエー大佐の第5ニューヨーク志願歩兵連隊（デュリエーのズアーブ）だった。しかしデュリエー隊が攻撃を開始すると、ジョン・E・ベンディックス大佐の第7ニューヨーク志願歩兵連隊が灰色の制服を着て彼らの後ろにいた第3ニューヨーク志願歩兵連隊を南軍が後ろにも前にも居ると思い込んで攻撃を始めた。デュリエー隊は自分達が孤立したと思い込んで撤退したので急襲の要素が失われた。第3ニューヨーク志願歩兵連隊はこの事故で21名が負傷し、うち2名は致命傷となった。
南軍はリトルベセル教会を放棄し、ビッグベセル教会に近いブリックキルン・クリーク背後の塹壕に退いた。北軍が追撃し道の右側に沿ってバラバラな攻撃を行った（道の左側は混乱して行き詰まった）。南軍防衛線に対して行われた様々な襲撃の中で、ピーター・T・ウォッシュバーン中佐の第1バーモント歩兵連隊だけがクリークを渉った。第7ニューヨーク連隊に属し、ピアース将軍の参謀を務めていたセオドア・ウィンスロップ少佐が第5ニューヨーク連隊、第1バーモント連隊および第4マサチューセッツ連隊からの分遣隊を率い、南軍の左側面に回り込もうとした。下流でクリークを渉ったその攻撃も撃退された。ウィンスロップは卓越した若い著作家だったが、この攻撃で戦死した。戦列を乱した北軍が撤退し、ハンプトンとニューポートニューズまで戻った。

## 戦闘の後
北軍の損失は合計79名だった。第5ニューヨーク志願歩兵連隊だけで7名が戦死または致命傷となり、合計31名の損失となった。
南軍は僅かに戦死1名と負傷7名だけだった。ランドルフ少佐の砲兵隊とヒルの第1ノースカロライナ歩兵連隊はその功績でマグルーダーからの称賛を受けた。この戦闘から数時間のうちに、マグルーダーはその部隊をヨークタウンまで後退させ、ウォーウィック川で守られる防衛線を設定した。

## 戦場跡の保存
ビッグベセルの戦場跡大半とリトルベセルの地の全体は保存されてこなかった。今日、この地は全体に住宅開発商業開発が行われている。ブリックキルン・クリークにはダムが造られて、戦場跡にビッグベセル貯水池ができた。残っている戦場跡の一部は容易に識別できない。